# Meteoritensammlung
Unter einer Meteoritensammlung versteht man eine systematisch angeordnete Sammlung von Gesteins- oder Eisenstücken, die eindeutig einem Meteoritenfall zugeordnet werden können.
Meist sind sie nach den Rubriken Eisen- bzw. Steinmeteoriten geordnet und innerhalb dieser nach Fundorten. Die Beschreibungen in den Vitrinen enthalten den Fundort und das (vermutliche) Jahr des Meteoritenfalls, die Art und das Gewicht des Fundstücks und gelegentlich auch die Umstände des Fundes.
Die größten dieser Sammlungen finden sich im Wiener Naturhistorischen Museum, im Frankfurter Senckenberg Naturmuseum und im Washingtoner National Museum of Natural History mit jeweils vielen tausend Fundstücken. Kleinere Sammlungen betreffen spezielle Ereignisse, wie etwa das Nördlinger Ries in Süddeutschland.